# Окница (Каменский район)
О́кница (рум. Ocniţa) — село, центр Окницкого сельсовета Каменского района непризнанной Приднестровской Молдавской Республики.

## Описание села
Расположено в северной части района, в 9 км от районного центра. Село находится в долине днестровского притока реки Окницы. В окрестностях села находится уникальный термальный источник, охраняемый государством как гидрогеологический памятник природы, называвшийся прежде «Окнына». От него и происходит название села .
В 1959 г. в Окнице проживало 1348 чел., в 1979 - 1099, в 1989 – 985,  а в 2004 г. – 815 чел. Подавляющую часть населения составляют украинцы, остальные – молдаване, русские, болгары и др.

## История
Село впервые упоминается в документах 1769 г. У села расположены четыре кургана, один из которых носит название «Моисеева могила»; на нем, по преданию, была устроена деревянная башня для подачи сигнала жителям в случае приближения татар.
Первый храм построенный в селе во имя святого великомученика Димитрия Солунского был деревянным. Он просуществовал до 1808 г., когда на средства бывшего священника Иоанна Зубрицкого возводится новый каменный храм с колокольней, стоящей отдельно. В 1864 г. в селе открылась церковно-приходская школа.
В 1901 г. Ю.А. Сицинский в «Археологической карте Подольской губернии» дал следующее описание Окнице и окрестностей: «В восточной стороне села, в Болганской долине, на южном склоне горы, пещера в виде кельи. На восточной стороне виден высеченный крест и надписи. Верх пещеры обвалился. Вокруг пещеры растет хвойный лес. Народ называет эту местность «Монастырище» .
В списке землевладельцев Ольгопольского уезда  в 1914 г. в селе Окница Каменской волости значились: Полтович Александр Цезаревич, владеющий 438 десятинами, Полтович Петр Цезаревич - 197 дес., Полтович Густав-Адольф Францевич - 168 дес. и Полтович Валерий-Карл Цезаревич, имевший 153 десятины.
После установления советской власти в 1928 г. в Окнице возводится новое здание школы-семилетки. В 1929 г. в селе был организован первый колхоз «Червоний промінь», в 1930 г. – еще один – им. Молотова. В 1932 г. оба хозяйства объединились в один колхоз – им. Буденного, а с 1956 г. он стал носить имя Чапаева. В 1963 г. колхоз объединился с колхозом им. Фрунзе села Грушка. В феврале 1970 г. в селе образован самостоятельный колхоз «Рассвет». Основными культурами растениеводства являлись: табак, пшеница, кукуруза, подсолнечник, кормовая свекла. В колхозе функционировали молочно-товарная ферма, овцеферма, свиноферма, птицеферма, конеферма. Развивались садоводство и пчеловодство.
В 1952 г. был построен Дом культуры; в 1968 г. – новое школьное здание. Также открываются фельдшерско-акушерский пункт, детские ясли, магазин, отделение связи. В 1970 г. селе установлен памятник советским воинам, павшим в Великой Отечественной войне.
В 90-е гг. в селе был восстановлен приход православной церкви и вновь освящена церковь Святого великомученика Димитрия Солунского.